# Ferrofluoroedenita
La ferrofluoroedenita és un mineral de la classe dels silicats que pertany al grup del nom arrel edenita.

## Característiques
La ferrofluoroedenita és un amfíbol de fórmula química NaCa₂Fe2+₅(AlSi₇O22)F₂. Va ser aprovada com a espècie vàlida per l'Associació Mineralògica Internacional l'any 2020, sent publicada per primera vegada el 2021. Cristal·litza en el sistema monoclínic. La seva duresa a l'escala de Mohs es troba entre 5 i 6.
L'exemplar que va servir per a determinar l'espècie, el que es coneix com a material tipus, es troba conservat a les col·leccions mineralògiques del Museu Cívic d'Història Natural de Milà (Itàlia), amb el número de catàleg: m38849.

## Formació i jaciments
Va ser descoberta al cràter La Fossa, situat a l'illa de Vulcano, una de les illes Eòlies de la província de Messina (Sicília, Itàlia), on es troba en forma de cristalls prismàtics de fins a 1 mm, normalment associats a quars, magnetita i vonsenita. Aquest indret és l'únic a tot el planeta on ha estat confirmada aquesta espècie mineral, tot i que també podria haver estat descrita a Nigèria.